# Cantó de Combles
El cantó de Combles és un cantó francès del departament del Somme, situat al districte de Péronne. Té 19 municipis i el cap és Combles.

## Municipis
- Carnoy
- Combles
- Curlu
- Équancourt
- Étricourt-Manancourt
- Flers
- Ginchy
- Gueudecourt
- Guillemont
- Hardecourt-aux-Bois
- Hem-Monacu
- Lesbœufs
- Longueval
- Maricourt
- Maurepas
- Mesnil-en-Arrouaise
- Montauban-de-Picardie
- Rancourt
- Sailly-Saillisel

## Història
| Data d'elecció                           | Identitat       | Partit                         | Qualitat |
| ---------------------------------------- | --------------- | ------------------------------ | -------- |
| 1945-1949                                | Gaston Debray   | PCF                            |          |
| 1949-1973                                | Roger Marlot    | radical                        |          |
| 1973-1998                                | Albert Flinois  | Divers droite, després UDF-CDS |          |
| 1998-                                    | Dominique Camus | NC                             |          |
| les dades anteriors no són pas conegudes |                 |                                |          |
|                                          |                 |                                |          |

## Demografia
| A partir de 1990: Població sense dobles comptes |